# Anna Siarkowska
Anna Maria Siarkowska z domu Jabłońska (ur. 23 marca 1982 w Warszawie) – polska polityk i politolog, posłanka na Sejm VIII i IX kadencji.

## Życiorys
Studiowała politologię na Akademii Podlaskiej w Siedlcach. Ukończyła następnie studia magisterskie (2010) i doktoranckie (2015) na Wydziale Bezpieczeństwa Narodowego Akademii Obrony Narodowej. Zawodowo zajęła się planowaniem obronnym i zarządzaniem kryzysowym w administracji rządowej.
Działała w Młodzieży Wszechpolskiej, kierowała jej strukturami w Siedlcach. Była członkinią Ligi Polskich Rodzin – bezskutecznie kandydowała z jej ramienia do Sejmu w 2005 i w 2007. W 2006 powołana na wiceprzewodniczącą rady programowej TVP Polonia. Została członkinią władz Stowarzyszenia ObronaNarodowa.pl – Ruch na Rzecz Obrony Terytorialnej i współpracownikiem kwartalnika „Myśl.pl”.
W wyborach parlamentarnych w 2015 kandydowała do Sejmu w okręgu siedleckim z pierwszego miejsca na liście komitetu wyborczego wyborców Kukiz’15, zorganizowanego przez Pawła Kukiza, (z poparciem Ruchu Narodowego). Uzyskała mandat posłanki VIII kadencji, otrzymując 12 073 głosy. W Sejmie zasiadła w Komisji Administracji i Spraw Wewnętrznych oraz w Komisji Obrony Narodowej.
W czerwcu 2016 współtworzyła Klub Republikański w Sejmie, a w listopadzie została wiceprezesem Stowarzyszenia „Republikanie”. W lutym 2017 wystąpiła z klubu poselskiego Kukiz’15 i została przewodniczącą nowo powołanego koła poselskiego „Republikanów”. We wrześniu 2017 ogłosiła decyzję o utworzeniu Partii Republikańskiej (zarejestrowanej w 2018; objęła funkcję jej przewodniczącej), przystępując jednocześnie do klubu parlamentarnego Prawa i Sprawiedliwości. W lutym 2019 na stanowisku przewodniczącego Partii Republikańskiej zastąpił ją Marcin Wolak; w listopadzie tego samego roku partia została wyrejestrowana.
W grudniu 2017, podczas debaty sejmowej w sprawie projektu uchwały upamiętniającej 500-lecie reformacji, powiedziała: „Uważam, że radosne świętowanie wydarzeń, które podzieliły Kościół, to niedobry pomysł”, co doprowadziło do zablokowania przyjęcia okolicznościowej uchwały przez aklamację.
W wyborach w 2019 z powodzeniem ubiegała się o poselską reelekcję z listy PiS, otrzymując 7313 głosów. W 2021 znalazła się wśród liderów ruchu Polska Jest Jedna, sprzeciwiającego się obowiązkowym szczepieniom przeciw  COVID-19 oraz wprowadzaniu ograniczeń dla osób niezaszczepionych. W maju 2022 przystąpiła do Solidarnej Polski, rok później przemianowanej na Suwerenną Polskę. W lipcu 2023 przeszła do Ruchu Narodowego oraz do koła poselskiego Konfederacji Wolność i Niepodległość. W 2023 bezskutecznie kandydowała z ramienia tej formacji do Sejmu X kadencji.

## Życie prywatne
Jest mężatką, ma cztery córki.